# (32665) 6107 P-L
6107 P-L (asteroide 32665) é um asteroide da cintura principal. Possui uma excentricidade de 0.04740950 e uma inclinação de 13.60503º.
Este asteroide foi descoberto no dia 24 de setembro de 1960 por Cornelis Johannes van Houten e Ingrid van Houten-Groeneveld e Tom Gehrels em Palomar.